# Ellison Onizuka

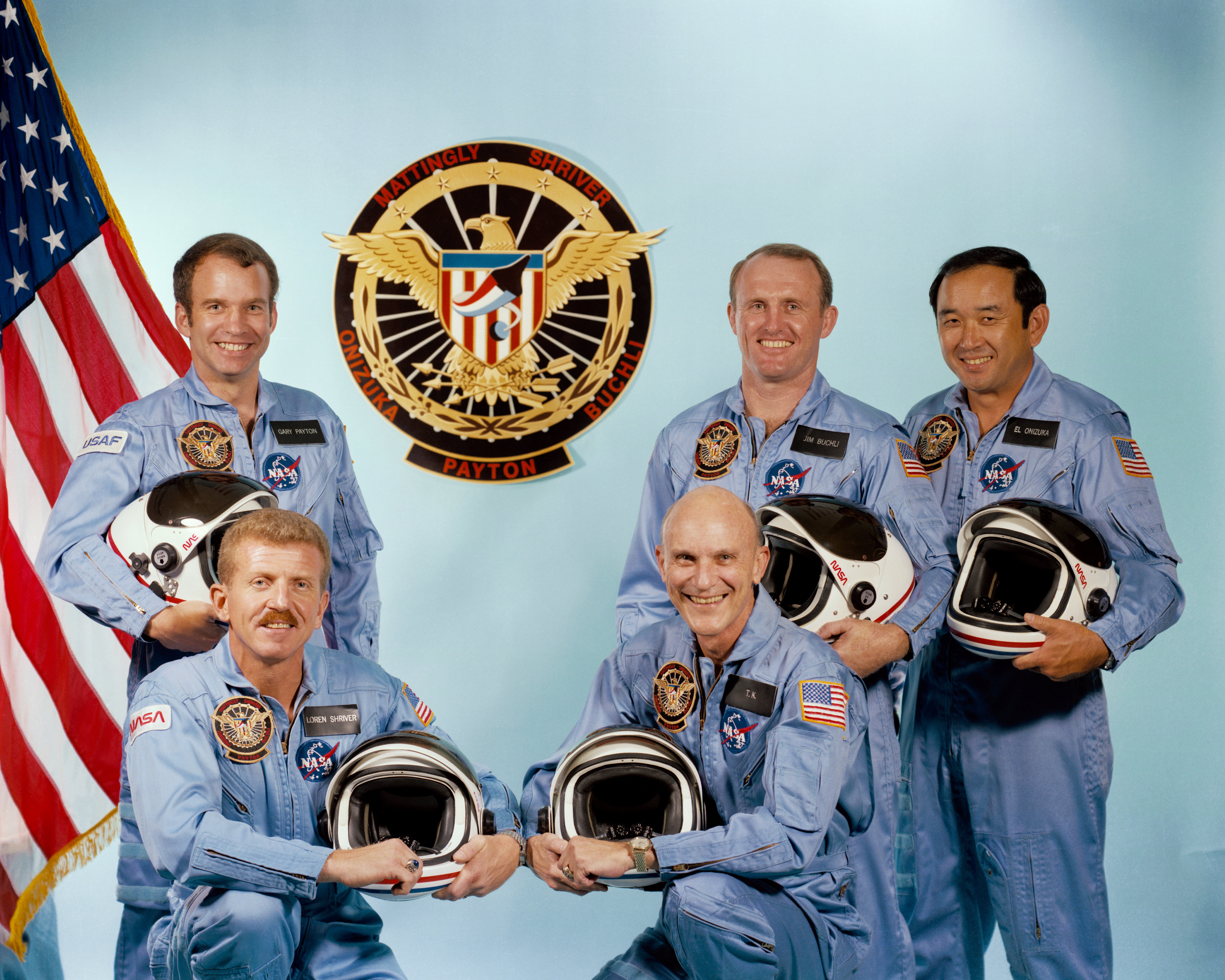
Załoga misji STS-51-C. Stoją: Gary Payton, James Buchli i Ellison Onizuka. Klęczą: Loren Schriver i Ken Mattingly

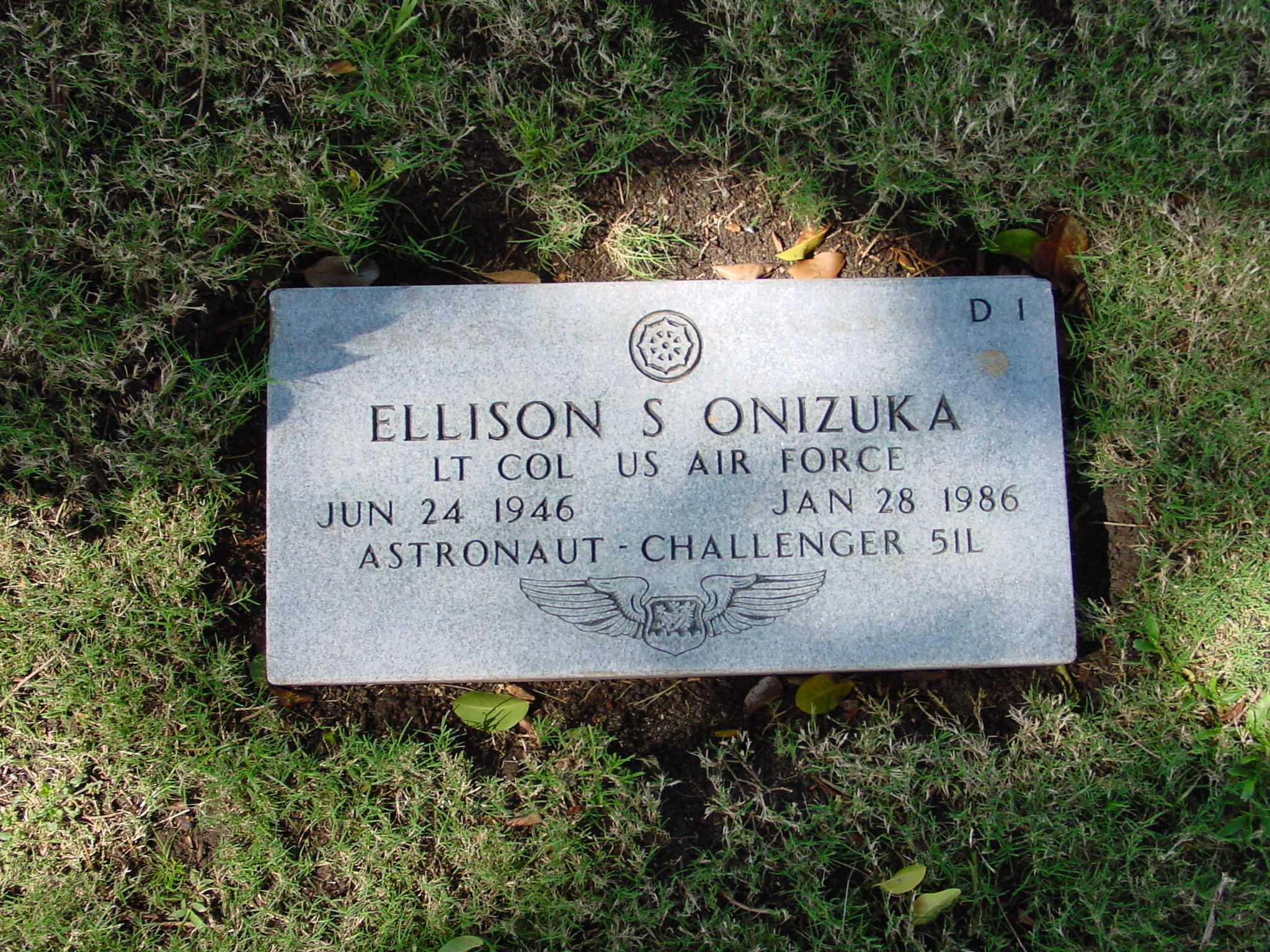
Płyta nagrobna Ellisona Onizuki

Ellison Shoji Onizuka (ur. 24 czerwca 1946 w Kealakekua na Hawajach, zm. 28 stycznia 1986 nad półwyspem florydzkim) – amerykański astronauta, inżynier, podpułkownik United States Air Force. Poniósł śmierć na pokładzie wahadłowca Challenger, który rozpadł się 73 sekundy po starcie z Przylądka Canaveral. Był pierwszym Amerykaninem pochodzenia japońskiego w kosmosie.

## Edukacja i służba wojskowa
- 1964 – ukończył Konawaena High School w Kealakekua na Hawajach.
- 1969 – w czerwcu uzyskał na University of Colorado Boulder licencjat, a w grudniu magisterium w dziedzinie inżynierii lotniczej.
- Styczeń 1970 – rozpoczął czynną służbę w Siłach Powietrznych Stanów Zjednoczonych. Otrzymał przydział do Sacramento Air Logistics Center w bazie lotniczej  McClellan  w Kalifornii, gdzie jako inżynier-specjalista uczestniczył w programach lotów doświadczalnych i pracach nad systemami bezpieczeństwa samolotów F-84 Thunderjet, F-100 Super Sabre, F-105 Thunderchief, F-111  Aardvark, EC-121T Warning Star, T-33 Shooting Star, T-39 Sabreliner, T-28 Trojan i A-1 Skyraider.
- Sierpień 1974 – rozpoczął roczne szkolenie w Szkole Pilotów Doświadczalnych Sił Powietrznych (US Air Force Test Pilot School) w kalifornijskiej bazie lotniczej Edwards.
- Lipiec 1975 – po ukończeniu kursu został skierowany do zlokalizowanego w tejże bazie Centrum Lotów Doświadczalnych Sił Powietrznych (Air Force Flight Test Center). Pełnił w nim m.in. funkcję szefa sekcji technicznej w wydziale szkolenia. Zajmował się zagadnieniami proceduralnymi, ponadto odpowiadał za stan techniczny floty powietrznej Szkoły Pilotów Doświadczalnych (A-7 Corsair II, A-37 Dragonfly, T-38 Talon, F-4 Phantom II, T-33 i NKC-135 Stratotanker).

Spędził w powietrzu ponad 1700 godzin.

## Praca w NASA i kariera astronauty
- 16 stycznia 1978 – został przyjęty do ósmej grupy astronautów NASA.
- 1979 – po zakończeniu szkolenia podstawowego w Centrum Lotów Kosmicznych im. Lyndona B. Johnsona (JSC) i uzyskaniu w sierpniu kwalifikacji specjalisty misji pracował m.in. w Laboratorium Integracji Awioniki Wahadłowca (Shuttle Avionics Integration Laboratory – SAIL) w zespołach zajmujących się testowaniem i weryfikacją oprogramowania.
- 1981 – został skierowany do Centrum Kosmicznego im. Johna F. Kennedy’ego (KSC) na Przylądku Canaveral, gdzie pracował w ekipie pomocniczej obsługi naziemnej dwóch pierwszych startów wahadłowca Columbia (STS-1 i STS-2).
- 1985 – w dniach 24–27 stycznia odbył swój pierwszy lot kosmiczny, pełniąc funkcję specjalisty misji. Wyprawa STS-51-C wahadłowca Discovery miała charakter wojskowy. Dowodził nią Ken Mattingly. Pilotem promu był Loren Shriver, a specjalistami ładunku – James Buchli i Gary Payton. Po trzydniowym locie Discovery wylądował na pasie KSC. Niedługo potem Onizuka został przydzielony do załogi misji STS-51-L, której realizację zaplanowano na styczeń 1986.
- 28 stycznia 1986 – wahadłowiec Challenger (STS-51-L) rozpadł się tuż po starcie, w 73. sekundzie lotu. W katastrofie śmierć poniosła cała załoga promu, w której poza Onizuką znajdowało się jeszcze sześcioro astronautów: Francis Scobee, Michael John Smith, Judith Resnik, Ronald McNair, Gregory Jarvis i Christa McAuliffe.

Astronauta spoczął na Cmentarzu Pacyfiku – Miejscu Pamięci Narodowej (National Memorial Cemetery of the Pacific) w Honolulu na Hawajach. Pośmiertnie został awansowany do stopnia pułkownika US Air Force.

## Odznaczenia i nagrody
- Air Force Meritorious Service Medal
- Air Force Commendation Medal
- Air Force Outstanding Unit Award
- Air Force Organizational Excellence Award
- National Defense Service Medal
- NASA Space Flight Medal – dwukrotnie
- Congressional Space Medal of Honor – pośmiertnie
- Universal Astronaut Insignia za lot orbitalny (nr 157, pośmiertnie) – Stowarzyszenie Uczestników Lotów Kosmicznych (Association of Space Explorers(inne języki))[1]

## Pamięć
- Jego nazwisko otrzymała jedna z planetoid okrążających Słońce, odkryta w 1984.
- Studenci Szkoły Pilotów Doświadczalnych Sił Powietrznych przyznają corocznie Onizuka Prop Wash Award. Wyróżnienie otrzymuje absolwent, który znacząco zasłużył się w dziele kształtowania ducha i wysokiego morale swojej grupy rocznikowej.

## Wykaz lotów
| Loty kosmiczne, w których uczestniczył Ellison S. Onizuka                | Loty kosmiczne, w których uczestniczył Ellison S. Onizuka | Loty kosmiczne, w których uczestniczył Ellison S. Onizuka | Loty kosmiczne, w których uczestniczył Ellison S. Onizuka | Loty kosmiczne, w których uczestniczył Ellison S. Onizuka | Loty kosmiczne, w których uczestniczył Ellison S. Onizuka | Loty kosmiczne, w których uczestniczył Ellison S. Onizuka |
| Nr                                                                       | Data startu                                               | Data lądowania                                            | Statek kosmiczny                                          | Funkcja                                                   | Czas trwania                                              |                                                           |
| ------------------------------------------------------------------------ | --------------------------------------------------------- | --------------------------------------------------------- | --------------------------------------------------------- | --------------------------------------------------------- | --------------------------------------------------------- | --------------------------------------------------------- |
| 1                                                                        | 24 stycznia 1985                                          | 27 stycznia 1985                                          | STS-51-C Discovery F-3                                    | Specjalista misji (MS-1)                                  | 3 dni 1 godzina 33 minuty i 23 sekundy                    |                                                           |
| 2                                                                        | 28 stycznia 1986                                          | – Wahadłowiec eksplodował po starcie na orbitę            | STS-51-L Challenger F-10                                  | Specjalista misji (MS-1)                                  | 1 minuta i 13 sekund                                      |                                                           |
| Łączny czas spędzony w kosmosie — 3 dni 1 godzina 33 minuty i 23 sekundy |                                                           |                                                           |                                                           |                                                           |                                                           |                                                           |